# Cremastus abruptus
Cremastus abruptus là một loài tò vò trong họ Ichneumonidae.